# 丹特瓦达县

该縣在切蒂斯格尔邦的位置以及後者在印度的位置

丹特瓦达县（Dantewada District），又被称为登代瓦拉县（Dantewara District）或南巴斯塔县（Dakshin Bastar District），是位於印度中部的一個縣，由切蒂斯格尔邦負責管轄，面積3,411平方公里，識字率為33%，2011年人口247,029，人口密度每平方公里72人。

## 外部連結
- 官方网站
- Tribes of Dantewada District

18°54′N 81°21′E / 18.900°N 81.350°E